# 娄凝先
娄凝先（1910年—1984年），原名娄海山，又名李维宣，男，山东商河人，中华人民共和国政治人物，曾任天津市人民委员会副市长。

## 家庭
妻子袁静，曾任天津市文联副主席，中国作家协会天津分会副主席。